# Klucz zjazdowy

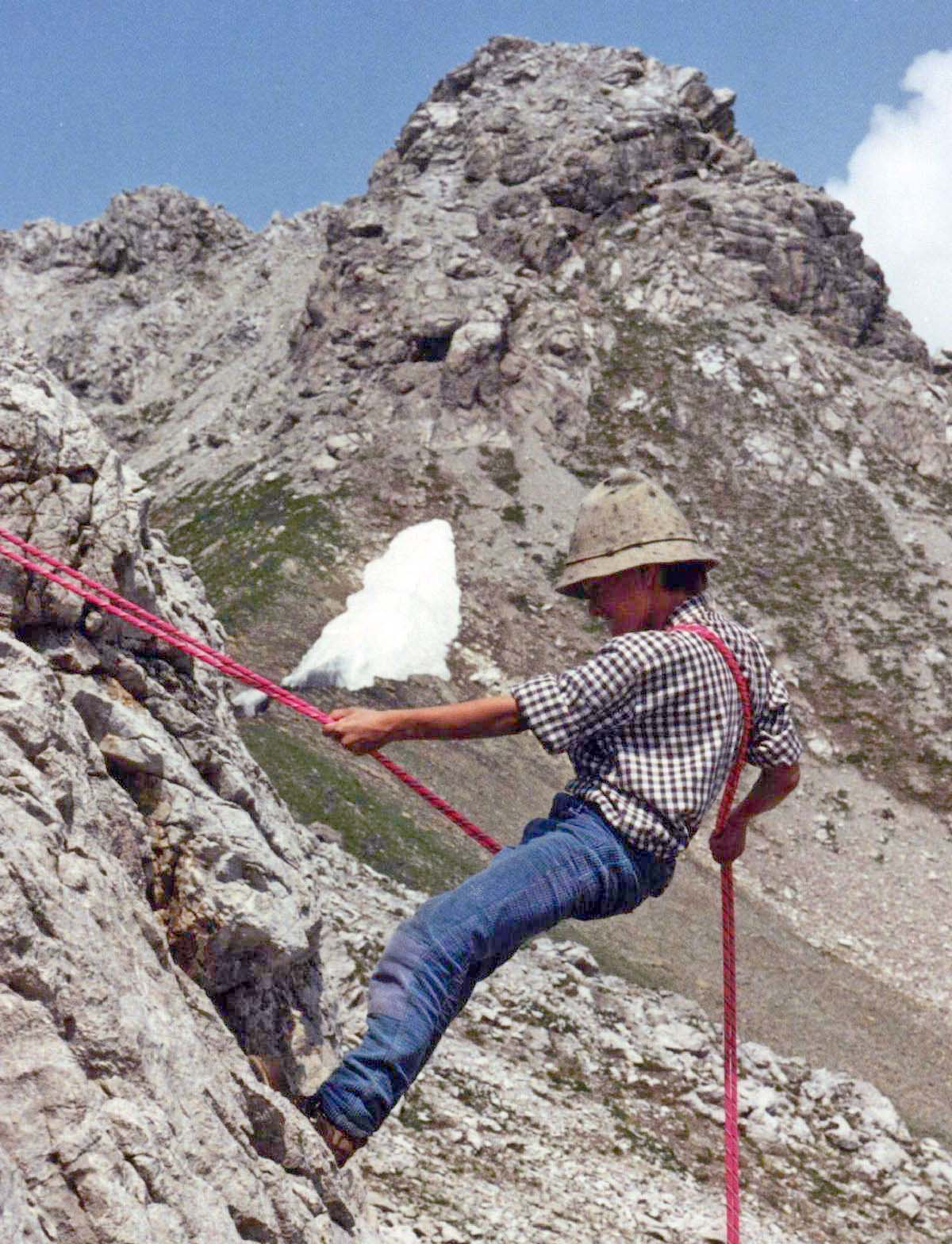
Zjazd w kluczu zjazdowym

Klucz zjazdowy – technika zjazdu jedynie z użyciem liny, bez żadnego przyrządu zjazdowego. Tarcie konieczne do kontrolowania zjazdu jest uzyskiwane poprzez owinięcie liny wokół ciała wspinacza.
Sposób ten został wymyślony przez  Hansa Dülfera na początku XX wieku.